# Rajnandgaon
Rajnandgaon (en hindi: राजनांदगांव ) es una ciudad de la India capital del distrito de Rajnandgaon, en el estado de Chhattisgarh.

## Geografía
Se encuentra a una altitud de 316 m s. n. m. a 74 km de la capital estatal, Raipur, en la zona horaria UTC +5:30.

## Demografía
Según estimación 2012 contaba con una población de 173 850 habitantes.